# Tommy Tomlinson
Gerald D. „Tommy“ Tomlinson (* 28. Oktober 1930; † 8. April 1982) war ein US-amerikanischer Country- und Rockabilly-Musiker. Er ist nicht mit dem Rocksänger Tom Tomlinson verwandt.

## Leben

### Kindheit und Jugend
Tommy Tomlinson wuchs in Hampton, Arkansas auf. Die Farm seiner Eltern war nur ein paar Meilen entfernt von der Farm, auf der Johnny Cash geboren wurde. 1941 zog die Familie bedingt durch das Mississippi-Hochwasser nach Minden, Louisiana. Tomlinsons Bruder Bill hatte ihm kurz vor seiner Einziehung in die Navy seine Gitarre geschenkt. Ein Freund brachte ihm dann das Gitarrenspielen bei. Schon bald spielte er perfekt und in seiner High-School-Zeit gründete er seine erste Band. Ihm wurde sogar die außerordentliche Ehre zuteil, mit Hank Williams zusammen zuspielen. Doch 1951 wurde er zur Marine eingezogen, wo er auch seinen Spitznamen „Tommy“ bekam.

### Karriere
1954 wurde er dann aus der Armee entlassen. Seine ersten Auftritte hatte er als Hintergrundmusiker in Shreveport, Louisiana bei der KWKH Louisiana Hayride. Kurze Zeit später nahm er mit dem Sänger Werly Fairburn erste Platten in der Hayride auf, gefolgt von Aufnahmen mit Johnny Horton. So ist Tomlinson auf Hortons The Battle Of New Orleans und North To Alaska zu hören. Höhepunkt der Zusammenarbeit mit Horton waren die gemeinsamen Tourneen durch die USA. 1960 verunglückte das Auto, in dem Horton und er saßen. Tomlinson überlebte im Gegensatz zu Horton den Unfall, auch wenn ihm 18 Monate später das rechte Bein amputiert werden musste. Daraufhin organisierte Johnny Cash ein Benefizkonzert für ihn. Die beiden kannten sich von gemeinsamen Auftritten in der Louisiana Hayride. Auch von Luther Perkins, dem Gitarristen Cashs und ein Freund Tomlinsons, bekam er Hilfe. 
Tomlinson ließ sich durch seinen Rückschlag nicht entmutigen; mit Jerry Kennedy nahm er insgesamt vier Alben auf und arbeitete mit Stars wie Jim Reeves, Marty Robbins, David Houston und Claude King zusammen. Auch als Komponist betätigte er sich erfolgreich, unter anderem für Dolly Parton und Norma Jean. Mit seiner Band The Country Connection trat er bis zuletzt öffentlich auf. 
Tommy Tomlinson verstarb am 8. April 1982, einem Tag nach seinem letzten Auftritt. Mit seiner Frau hatte er fünf Kinder, Del Marie, Jackie, Donna, Doug und Thomas Tillman.